# Клуб сцена (филм)
Клуб сцена (енгл. Clubscene) је америчко-канадски филм режисера и сценариста Адријана Валентинија.

## Радња
Бармен Гејб Гарибалди је власник Клуб сцене у Монтреалу. Његов ујак популаран клуб- клуб Тоуц. Сваке вечери, Гејб и његови пријатељи са Полом Депдука и ДЈ Вини организују журку у клубу за туристе из целог света. Гејб живи високим стилом живота, и многе девојке га воле. Он увек добија оно што жели. Онда упозна девојку која се у потпуности разликује од свих осталих.

## Улоге
| Глумац             | Улога                 |
| ------------------ | --------------------- |
| Кармин ДиБенедето  | Бармен Гејб Гарибалди |
| Кристина Броколини | Девојка на спрату     |
| Арон Колом         | Пол Депдука           |
| Нардеп Курми       | ДЈ Вини               |
| Арон Ц. Пир        | Мурај                 |
| Катрина Јлимаки    | Аделаиде              |